# Carl Clarence Kiess
Carl Clarence Kiess (Fort Wayne, 18 ottobre 1887 – 16 ottobre 1967) è stato un astronomo statunitense.
È noto in particolare per aver scoperto la cometa non periodica C/1911 N1 Kiess, corpo progenitore dello sciame meteorico delle Aurigidi.

## Studi e carriera
Kiess ha conseguito l'A.B. all'Università dell'Indiana nel 1910 e il Ph.D. all'Università della California nel 1913. Ha insegnato presso l'Università del Missouri, l'Università del Michigan e l'Università di Georgetown. Ha lavorato per 40 anni presso il National Institute of Standards and Technology.

## Riconoscimenti
Gli sono stati dedicati un cratere di 63 km di diametro sulla Luna e un asteroide, 1788 Kiess.
Nel 1911 gli è stata assegnata la 70° Medaglia Donohoe.
Nel 1963 ha ricevuto una Laurea honoris causa dall'Università dell'Indiana.